# Теребужский сельсовет
Тере́бужский сельсове́т — сельское поселение в Щигровском районе Курской области. 
Административный центр — село Нижний Теребуж.

## География
Населённые пункты Теребужского сельсовета расположены по берегам реки Теребуж (приток Тускаря) (приток Тускари).

## История
Теребужский сельсовет получил статус сельского поселения в соответствии с законом Курской области №48-ЗКО «О муниципальных образованиях Курской области» от 14 октября 2004 года. 

## Население
| 2002 | 2010 | 2012 | 2013 | 2014 | 2015 | 2016 |
| ---- | ---- | ---- | ---- | ---- | ---- | ---- |
| 640  | ↘405 | ↘384 | ↘371 | ↘362 | ↘350 | ↘337 |
| 2017 | 2018 | 2019 | 2020 | 2021 |      |      |
| ↘323 | ↘313 | ↘311 | ↘306 | ↗344 |      |      |

## Состав сельского поселения
| №  | Населённый пункт | Тип населённого пункта       | Население |
| -- | ---------------- | ---------------------------- | --------- |
| 1  | Алехина          | деревня                      | ↘36       |
| 2  | Аносовка         | деревня                      | ↘16       |
| 3  | Болычевка        | деревня                      | →36       |
| 4  | Букреевка        | деревня                      | ↘2        |
| 5  | Вышний Теребуж   | деревня                      | ↘60       |
| 6  | Желябовка        | деревня                      | ↘28       |
| 7  | Леоновка         | деревня                      | ↘31       |
| 8  | Моисеевка        | деревня                      | ↘12       |
| 9  | Нижний Теребуж   | село, административный центр | ↘152      |
| 10 | Сербинка         | деревня                      | ↘9        |
| 11 | Толубеевка       | деревня                      | ↘13       |
| 12 | Трифоновка       | деревня                      | ↘10       |

## Транспорт
Теребужский сельсовет связан автомобильной дорогой с твёрдым покрытием с Касиновским и Косоржанским сельсоветами.